# Валдлаучи
Ва́лдлаучи (латыш. Valdlauči, в советское время официально «Жилой массив ГСКБ», латыш. VSKB) — населённый пункт («крупное село», латыш. lielciems) в Латвии. Расположен у южных границ города Риги, в Кекавской волости Кекавского края. До 1 июля 2009 года населённый пункт, как и вся Кекавская волость, входил в состав Рижского района. Расстояние от Кекавы — 10,7 км, от центра Риги — 8,3 км.

## История
В 19 веке и в начале 20 века на месте посёлка находились деревни  Мацитайкалнс (Mācītājkalns) и Маситаймуйжа (Mācītājmuiža), а в советские времена Рамава (Rāmava). Посёлок образовался в послевоенное время в лесном массиве с немногими частными домами (Vilkmuižnieki, Valdlauči), туда было перенесено конструкторское бюро завода «Ригасельмаш» всесоюзного значения — Головное специализированное конструкторское бюро по комплексу машин для ферм крупного рогатого скота (ГСКБ)[уточнить]. Для сотрудников ГСКБ было построено 2 многоэтажных офисных здания с цехами, столовыми и прилегающей территорией («старый корпус» — в 1990-х приватизирован и принадлежит C.T.Co и «новый корпус» — приватизирован и принадлежит банку SEB). Для проживания сотрудников было сначала организовано общежитие и коммунальные квартиры (теперь филиал медицинского центра VC4), затем с 1960-х по 1980-е постепенно строились многоэтажные дома с квартирами для новых семей (т. н. «корпуса»), всего 8. Официальный почтовый адрес и название было «жилмассив ГСКБ» (VSKB), а дома в адресе назывались «корпусами». На территории ГСКБ находились также лабораторные помещения с экспериментальным коровником и силосной башней для тестирования сконструированного оборудования (позднее приватизированы, теперь «Выставочный центр Ramava»). С разрастанием числа сотрудников и членов их семей был построен детский сад «Zvaigznīte» (1984) и двухэтажный торговый центр (приватизирован и стоит пустым с 1990-х годов). Школа построена не была, и этот вопрос актуален для нынешних жителей Валдлаучи.

Магазин «Rāmava» (фото 2011 г.)

Преобладает многоэтажная жилая застройка, есть несколько офисных зданий, выставочный комплекс «Rāmava» и фирма по производству соков и прочей продукции «Gutta», в зданиях, которые принадлежали в своё время ГСКБ и были лабораторными, испытательными корпусами и коровником. В самом бывшем, реновированном и перестроенном инженерно-конструкторском здании ГСКБ «Рамава» (VSKB «Rāmava») теперь находится головной офис шведского банка SEB в Латвии.

## Экономика
В Валдлаучах расположена компания по производству напитков «Gutta».